# Коле ди Фунти (Асколи Пичено)
Коле ди Фунти (итал. Colle di Funti) насеље је у Италији у округу Асколи Пичено, региону Марке.
Према процени из 2011. у насељу је живело 9 становника. Насеље се налази на надморској висини од 485 м.